# 登張正実
登張 正実（とばり まさみ、1916年3月27日 - 2006年3月20日）は、日本のドイツ文学者。東京大学名誉教授。

## 経歴
ドイツ文学者・登張信一郎（竹風）の子として宮城県に生まれる。1941年、東京帝国大学独文科を卒業。
1943年、広島高等学校教授に着任。1951年、一橋大学助教授となる。1964年、「ドイツ教養小説の成立」を提出して文学博士号を取得。母校である東京大学文学部助教授となり、1967年、教授昇進。1976年、定年退官した後は成城大学教授となった。この間、日本独文学会理事長、IVG（Internationale Vereinigung für germanistische Sprach- und Literaturwissenschaft 国際ゲルマン語学文学連合）理事、財団法人ドイツ語学文学振興会理事長等をつとめた。1988年、日本学士院会員に選出された。

## 受賞・栄典
- 1990年：勲二等瑞宝章受章。

## 著書
「ドイツ文学における古典と現代」 登張正實先生古稀記念論文集刊行会 第三書房, 1988年, 3-4頁による
- ドイツ教養小説の成立 弘文堂, 1964
- （責任編集）ヘルダー・ゲーテ（世界の名著続7）中央公論社, 1975
- 潮騒集 郁文堂, 1979（1-82頁のI部は、父を中心とした「一族の記」）
- ゲーテ『ヴィルヘルム・マイスターの遍歴時代』 郁文堂, 1986

## 翻訳
「ドイツ文学における古典と現代」 登張正實先生古稀記念論文集刊行会 第三書房, 1988年, 4-5頁による
- 光のふるさとへ ヘルマン・ヘツセ 三笠書房, 1955
- 大いなる流れの中に クレーマー・バドーニ（de:Rudolf Krämer-Badoni: In der großen Drift） 岩波書店, 1956
- クリングゾル最後の夏、光のふるさとへ ヘルマン・ヘツセ / ルーマニア日記 ハンス・カロッサ 世界文学大系55 ヘッセ / カロッサ 筑摩書房, 1958
- ソアナの異教徒　ハウプトマン　 世界文学全集16　河出書房、1958
- ガラス玉遊戯　I・II ヘルマン・ヘツセ  全集11・12　三笠書房, 1959
- 眠られぬ夜のために カール・ヒルティ 小池辰雄・小塩節共訳、著作集5 白水社, 1959
- 聖女キクヂサ　アルノルト・ツヴァイク / 幸福の鍛冶屋　ケラー（ゴットフリート・ケラー）世界短篇文学全集3・4　集英社, 1963
- 郷愁　ヘッセ　世界文学全集36、講談社、1967
- ヘルマンとドロテア ゲーテ　新集世界の文学4　ゲーテ　 中央公論社、1970
- ドクトル・ビュルガーの運命　ハンス・カロッサ 世界文学全集55　カロッサ 集英社、1970
- 車輪の下　ヘルマン・ヘツセ　世界文学大系62、筑摩書房、1972
- ゲーテのマイステルについて　F・シュレーゲル（フリードリヒ・シュレーゲル）　世界文学大系25 ゲーテ II、筑摩書房、1973
- ゲーテの「ヘルマンとドロテア」　A・W・シュレーゲル（アウグスト・ヴィルヘルム・シュレーゲル）　世界批評大系1、筑摩書房、1973
- シェイクスピア、彫塑　ヘルダー 世界の名著 続7 ヘルダー / ゲーテ、中央公論社、1975
- 青い花　ノヴァーリス　世界文学全集20 ノヴァーリス、講談社、1977
- ヴィルヘルム・マイスターの遍歴時代 ゲーテ、「全集 8」潮出版社、1981、新版2003

## 記念論集
- しんせい会（編）：　教養小説の展望と諸相（登張正実教授還暦記念） 三修社，1977年。
- ドイツ文学における古典と現代 登張正實先生古稀記念論文集刊行会 第三書房, 1988年。ISBN 4-8086-0199-0